# Ізоентропійний ряд
Ізоентропійний ряд (рос. изоэнтропийный ряд, англ. isoentropic series) — ряд хімічних реакцій, що мають однакову ентропію активації (тобто, передекспонентний множник, визначений за рівнянням Арреніуса, в них однаковий для всього ряду).